# Брештянка
Брештянка (словац. Briešťanka) — річка; ліва притока Ясениці, протікає в окрузі Турчянські Теплиці.
Довжина приблизно 5,6-6,3 км. Витік знаходиться в масиві Ж'яр (схил гори Завози) — на висоті приблизно 715 метрів.
Протікає територією сіл Брештє; Словенске Правно і Льєшно. Впадає в Ясеницю на висоті приблизно 460 метрів.